# Nivea (cantora)
Nivea B. Hamilton (Savannah,Geórgia, 24 de março de 1982) mais conhecida simplesmente como Nivea é uma cantora norte-americana cujas músicas alcançaram gráficos da Billboard durante o início dos anos 2000. 

## Biografia
Nivea nasceu em Savannah, Georgia, é caçula de três irmãs. Ela começou cantando no coro da igreja e admirava as músicas da Mariah Carey.

## Carreira

### 2000-2003:Nivea
Ela começou fazendo dueto com o rapper Mystikal na música Danger. Ela fez sua estreia em maio de 2000 com seu primeiro single solo "Don't Mess with the Radio". Em 25 de setembro de 2001 lançou seu álbum de estreia auto-intitulado Nivea. O álbum atingiu o Top 100 nos eua e o gráfico da Billboard 200. O single " Run Away (I Wanna Be with You) " (com Pusha T) sendo lançado no Japão em dezembro de 2001.
Em agosto de 2002, ela lançou seu segundo single nos EUA, "Don't Mess with My Man", com Brian e Brandon Casey, que chegou a oitava posição na Billboard Hot 100 em 2002. Seu álbum foi re-lançado em 10 de dezembro de 2002. Em 2003, "Don't Mess with My Man" foi nomeado para ao Grammy Award de Melhor grupo ou dupla de R&B.

## Discografia
- Nivea (2001)
- Complicated (2005)
- Animalistic (2006)
- Randy Watson Collection (TBA)
- Mirrors (TBA)